# Anna Nasiłowska
Anna Krystyna Nasiłowska-Rek (ur. 10 marca 1958 w Warszawie) – polska pisarka, poetka, krytyczka literacka, historyczka literatury współczesnej, profesor nauk humanistycznych, profesor zwyczajna Instytutu Badań Literackich Polskiej Akademii Nauk. Członkini redakcji dwumiesięcznika literackiego „Teksty Drugie” od 1990. Od 10 czerwca 2017 Prezeska Stowarzyszenia Pisarzy Polskich. Pełniła także funkcję Sekretarz Polskiego PEN Clubu. Nominowana do Nagrody Literackiej Gdynia 2012 w kategorii proza za książkę Konik i szabelka. Autorka „Historii literatury polskiej” (2019) wydanej w USA w tłumaczeniu na angielski Anny Zaranko (2024). W 2023 roku została laureatką Nagrody Miesięcznika „Nowe Książki” za tom Mrożek. Biografia. Książka nominowana do Nagrody Nike 2024. W 2025 Anna Nasiłowska otrzymała Nagrodę im. Kazimierza Wyki za całokształt dokonań w dziedzinie krytyki oraz eseistyki literackiej i artystycznej ze szczególnym uwzględnieniem biografii Sławomira Mrożka.
Odznaczona Srebrnym Medalem „Zasłużony Kulturze Gloria Artis” (18 maja 2016), a 7 listopada 2022 – Złotym.

## Wykształcenie
Absolwentka IV Liceum Ogólnokształcącego im Adama Mickiewicza w Warszawie, laureatka Olimpiady Literatury i Języka Polskiego w 1977. Ukończyła z wyróżnieniem studia polonistyczne na Uniwersytecie Warszawskim (1982). Studiowała również filozofię na UW oraz w latach 1990–1991 w College Internationale de Philosophie w Paryżu w ramach stypendium rządu francuskiego. Tytuł doktora nauk humanistycznych uzyskała w Instytucie Badań Literackich PAN w 1988 na podstawie dysertacji Poezja opisowa Stanisława Trembeckiego (promotor – Ryszard Przybylski). Habilitowała się tamże w 2001 na podstawie rozprawy Persona liryczna. W poszukiwaniu podmiotowości w literaturze poromantycznej. W 2010 otrzymała tytuł profesora nauk humanistycznych.

## Twórczość
Literatura piękna
- Wiersze stacjonarne, Biblioteka FONT/Profile i Stowarzyszenie Pisarzy Polskich, Poznań 2024, ISBN 978-83-89578-33-4
- Sztuczne światła (wiersze), Państwowy Instytut Wydawniczy, Warszawa 2021, ISBN 978-83-8196-200-1
- Ciemne przejścia, Wyd. Staromiejski Dom Kultury, Warszawa 2018
- Żywioły. Wiersze i prozy poetyckie, Wyd. Staromiejski Dom Kultury, Warszawa maj 2014, ISBN 83-89492-65-2
- Konik, szabelka, Wyd. Świat Książki, Warszawa 2011, ISBN 978-83-7799-015-5
- ORWO – antologia literacka 2011
- Historie miłosne, Wyd. Świat Książki, Warszawa 2009, ISBN 978-83-247-1602-9
- Wielka Wymiana Widoków, album, wyd. Green Gallery I. Wojciechowska 2008
- Wielka ciekawość, 2006, album, współaut. fot. Elżbieta Lempp, Wydawnictwo BoSz, Olszanica 2006
- Czteroletnia filozofka, Wydawnictwo Literackie, Kraków 2004, ISBN 83-08-03589-2
  - tłumaczenie bułgarskie Magda Karabełowa. Wyd. SONM, Sofia luty 2014
- Księga początku, Wyd. W.A.B, Warszawa 2002
- Domino. Traktat o narodzinach, Wyd. Open, Warszawa1995
- Miasta, Wyd. Verba, Warszawa 1993

Biografie
- Mrożek. Biografia, Wydawnictwo Literackie, Kraków 2023 ISBN 978-83-08-08177-8
- Wolny agent Umeda i druga Japonia, Wyd. Premium Robert Skrobisz, przy współpracy Algo Sp. z o.o. 2013, ISBN 978-8389683-72-4
- Maria Pawlikowska-Jasnorzewska, czyli Lilka Kossak. Biografia poetki, 2010
- Jean Paul Sartre i Simone de Beauvoir, WL 2006, ISBN 83-08-03807-7

Książki naukowe
- A History of Polish Literature, translated by Anna Zaranko, Academic Studies Press, Boston 2024, ISBN 9798887192772 (print); ISBN 9798887192789 (adope pdf); ISBN 9798887192796 (epub).
- Historia Literatury polskiej, Wydawnictwo IBL, Warszawa 2019, ISBN 978-83-66076-14-3
- Dyskont słów, Wydawnictwo IBL: Instytut Badań Literackich, Warszawa 2016, ISBN 978-83-64703-32-4
- Stefania Zahorska. Wybór pism. Reportaże, publicystyka, eseje. Wybór, wstęp i opracowanie Anna Nasiłowska, IBL PAN, Akademia Humanistyczna. Warszawa 2010
- Ciało i tekst. Feminizm w literaturoznawstwie – antologia szkiców, 2009
- Literatura okresu przejściowego 1976–1996, PWN 2007
- Persona liryczna, IBL, 2000 – habilitacja
- Literatura współczesna. Podręcznik dla szkół ponadpodstawowych, 1997
- Trzydziestolecie 1914–1944, PWN, 1995
- Inny świat Gustawa Herlinga-Grudzińskiego, 1994
- Kazimierz Wierzyński, 1991
- Poezja opisowa Stanisława Trembeckiego, Ossolineum, 1990 – rozprawa doktorska, promotor Ryszard Przybylski

## Życie prywatne
Wnuczka Henryka Skierkowskiego, rotmistrza 3 Pułku Ułanów w wojnie 1920, którego losy opisała w książce „Konik, szabelka”. Jest żoną architekta Mikołaja Reka. Ma trzy córki. Była pierwszą żoną Michała Boniego.